# Коламбус Џанкшон (Ајова)
Коламбус Џанкшон (енгл. Columbus Junction) град је у америчкој савезној држави Ајова. По попису становништва из 2010. у њему је живело 1.899 становника.

## Демографија
Према попису становништва из 2010. у граду је живело 1.899 становника, што је -1 (-0.1%) становника више него 2000. године.
| Група             | 2000.         | 2010.       |
| Белци             | 1.138 (59,9%) | 878 (46,2%) |
| Афроамериканци    | 11 (0,6%)     | 31 (1,6%)   |
| Азијати           | 2 (0,1%)      | 65 (3,4%)   |
| Хиспаноамериканци | 741 (39,0%)   | 911 (48,0%) |
| Укупно            | 1.900         | 1.899       |